# Base El Goloso (cargadero)
Base El Goloso es un cargadero ferroviario militar sin servicio de viajeros situado al costado de la línea C-4 de Cercanías Madrid. Las instalaciones se ubican en el norte de la capital de España (distrito de Fuencarral-El Pardo) junto a la carretera M-607 y dentro del recinto militar de la Base de El Goloso.

## Situación ferroviaria
La estación está situada en el punto kilométrico 2,643 de la línea férrea de ancho ibérico Cantoblanco-Alcobendas, a 731 metros de altitud, entre las paradas de Cantoblanco-Universidad y Universidad Pontificia de Comillas. El tramo es de vía doble y está electrificado.

## Historia
El ramal ferroviario al que pertenece, de 7,4 km de longitud, fue abierto al tráfico ferroviario el 9 de febrero de 2001. La construcción de la línea obligó a detraer terreno de uso militar en la Base de El Goloso en beneficio de RENFE. Sin embargo, las operaciones de carga y descarga de vehículos militares aún precisaban cruzar la autovía M-607 y efectuar las operaciones en la cercana estación de El Goloso. El inicio de las obras en 2002 para la construcción de la LAV Madrid-Valladolid, abierta al tráfico en 2007, supuso la demolición de los antiguos muelles y vías de carga de la estación de cercanías de El Goloso, lo que conllevó a la construcción de una nueva estación en terreno militar. La inauguración de las nuevas instalaciones supuso que las operaciones ferroviarias militares se vieron enormemente facilitadas al no necesitar ya los vehículos acorazados invadir la autovía M-607, tal y como se hacía antaño. Desde el 1 de enero de 2005, con la extinción de la antigua RENFE, el ente Adif pasó a ser el titular de la línea. No obstante. la propiedad de las vías de carga y descarga propias de la estación militar, así como los andenes y accesos, le corresponden al Ministerio de Defensa.

## La estación
Se sitúa en la parte sur de la Base de El Goloso y forma parte integral de la misma. Únicamente dispone de un amplio andén lateral y dos vías de apartado y carga de trenes finalizadas en toperas en su extremo oeste (donde está el andén), mientras que en su extremo este carece de andén y las vías de carga convergen en una, también en topera. Solo una de las vías tiene acceso a andén. El muelle de carga se sitúa en su extremo oeste y presta servicio a ambas vías. Tanto el muelle de carga como el andén disponen de rampas de acceso para vehículos pesados. Para acceder a la estación se ha de ingresar identificándose por la puerta principal del recinto militar. No existe indicación ni panel alguno tanto para acceder a ella como en la misma estación.